# Lift Every Voice
Lift Every Voice — студийный альбом американского джазового саксофониста Чарльза Ллойда, изданный 21 октября 2002 года на студии ECM Records. В квинтет вошли ритм-секция Джери Аллен (фортепиано), Джон Аберкромби (гитара), Марк Джонсон и Ларри Гренадье (контрабас, по очереди) и Билли Харт (барабаны). Альбом представляет собой реакцию Ллойда на террористические атаки 11 сентября.

## Отзывы
| Оценки критиков                      | Оценки критиков |
| Источник                             | Оценка          |
| ------------------------------------ | --------------- |
| AllMusic                             | [ 2 ]           |
| The Penguin Guide to Jazz Recordings | [ 3 ]           |
| Tom Hull                             | B+ ()           |

Альбом Lift Every Voice получил положительные отзывы и широкое признание критиков. В рецензии на AllMusic Ричард С. Гинелл присвоил альбому 4½ звезды и заявил: «В результате получилась одна из самых необычных и глубоко духовных записей во всегда необычной карьере Ллойда, которая говорит больше меньшими средствами».
В рецензии Марка Коррото на All About Jazz говорится: «Вера Ллойда в человечество и упование на исцеляющие и искупительные свойства музыки способствуют созданию этой сострадательной записи».

## Список композиций
Автор всех композиций Чарльз Ллойд, кроме указанных.
| №  | Название                      | Автор(ы)                                        | Длительность |
| -- | ----------------------------- | ----------------------------------------------- | ------------ |
| 1. | «Hymn to the Mother»          |                                                 | 15:00        |
| 2. | «You Are So Beautiful»        | Bruce Fisher, Билли Престон                     | 4:05         |
| 3. | «Amazing Grace»               | John Newton                                     | 4:46         |
| 4. | «East Virginia, West Memphis» |                                                 | 9:40         |
| 5. | «What's Going On»             | Renaldo «Obie» Benson, Al Cleveland, Марвин Гэй | 5:09         |
| 6. | «Angel Oak»                   |                                                 | 3:35         |
| 7. | «Te Amaré»                    | Сильвио Родригес                                | 6:49         |
| 8. | «I'm Afraid»                  | Дюк Эллингтон                                   | 7:41         |
| 9. | «Hafez, Shattered Heart»      |                                                 | 4:43         |

| №  | Название                    | Автор(ы)                                    | Длительность |
| -- | --------------------------- | ------------------------------------------- | ------------ |
| 1. | «Rabo de nube»              | Rodríguez                                   | 7:07         |
| 2. | «Blood Count»               | Билли Стрэйхорн                             | 5:08         |
| 3. | «Go Down Moses»             | Traditional                                 | 10:39        |
| 4. | «Beyond Darkness»           |                                             | 7:51         |
| 5. | «Nocturne»                  |                                             | 6:13         |
| 6. | «Wayfaring Stranger»        | Traditional                                 | 8:40         |
| 7. | «Deep River»                | Traditional                                 | 6:27         |
| 8. | «Lift Every Voice and Sing» | James Weldon Johnson, John Rosamond Johnson | 3:10         |
| 9. | «Prayer, the Crossing»      |                                             | 14:03        |

## Персоналии
- Чарльз Ллойд — тенор-саксофон, флейта, тарогато
- Джери Аллен — фортепиано
- Джон Аберкромби — гитара
- Марк Джонсон — контрабас (CD1 #1, 3—7; CD2 #1, 3, 5, 9)
- Ларри Гренадье — контрабас (CD1 #2, 8; CD2 #2, 4—8)
- Билли Харт — барабаны